# Atletika na Letních olympijských hrách 2012 – hod oštěpem muži
 Hod oštěpem mužů na Letních olympijských hrách 2012 se uskutečnil od 8. do 11. srpna na Olympijském stadionu v Londýně.

## Rekordy
Před startem soutěže byly platné rekordy následující:
| Světový rekord           | Jan Železný (CZE)         | 98,48 m | Jena, Německo | 25. května 1996 |
| Olympijský rekord        | Andreas Thorkildsen (NOR) | 90,57 m | Peking, Čína  | 23. srpna 2008  |
| Nejlepší výkon roku 2012 | Vítězslav Veselý (CZE)    | 88,11 m | Oslo, Norsko  | 7. června 2012  |

## Kalendář
Pozn. Všechny časy jsou v britském letním čase (UTC+1).
| Datum                 | Čas   | Kolo        |
| --------------------- | ----- | ----------- |
| Středa 8. srpna 2012  | 19:05 | Kvalifikace |
| Sobota 11. srpna 2012 | 19:20 | Finále      |

## Výsledky
- Q Přímý postup po splnění kvalifikačního limitu
- q Dodatečný postup pro doplnění počtu účastníků finále na 12
- DNS Nestartoval
- DNF Nedokončil
- DSQ Diskvalifikován
- NM Žádný platný pokus
- x Neplatný pokus (přešlap)

- PB osobní rekord
- SB nejlepší čas sezóny
- NR národní rekord
- CR kontinentální rekord
- OR olympijský rekord
- WR světový rekord

### Kvalifikace
V kvalifikaci měl každý z oštěpařů možnost tří pokusů, ze kterých se počítal nejlepší. Do finále postoupili přímo oštěpaři, kteří hodili alespoň 82 metrů (Q). Dodatečně postoupilo pět oštěpařů s nejlepším výkonem (q), kteří limit nesplnili, aby byl počet účastníků finále doplněn na 12.
| Poř. | Skupina | Oštěpař                   | Země                   | #1    | #2    | #3    | Výsledek | Pozn. |
| ---- | ------- | ------------------------- | ---------------------- | ----- | ----- | ----- | -------- | ----- |
| 1    | B       | Vítězslav Veselý          | Česko                  | 88,34 | -     | -     | 88,34    | Q, PB |
| 2    | A       | Andreas Thorkildsen       | Norsko                 | 76,20 | 84,47 | -     | 84,47    | Q     |
| 3    | B       | Tero Pitkämäki            | Finsko                 | 76,53 | x     | 83,01 | 83,01    | Q     |
| 4    | B       | Oleksandr Pjatnica        | Ukrajina               | 77,07 | 82,72 | -     | 82,72    | Q     |
| 5    | A       | Spiridon Lebesis          | Řecko                  | 81,80 | 82,40 | -     | 82,40    | Q     |
| 6    | A       | Stuart Farquhar           | Nový Zéland            | 82,32 | -     | -     | 82,32    | Q     |
| 7    | B       | Roderick Genki Dean       | Japonsko               | 71,58 | 82,07 | -     | 82,07    | Q     |
| 8    | A       | Ari Mannio                | Finsko                 | 81,99 | x     | 76,25 | 81,99    | q     |
| 9    | B       | Julius Yego               | Keňa                   | 79,10 | 79,33 | 81,81 | 81,81    | q, NR |
| 10   | B       | Keshorn Walcott           | Trinidad a Tobago      | 78,91 | 76,44 | 81,75 | 81,75    | q     |
| 11   | B       | Antti Ruuskanen           | Finsko                 | 77,83 | 81,74 | x     | 81,74    | q     |
| 12   | A       | Tino Haber                | Německo                | 78,19 | 69,54 | 80,39 | 80,39    | q     |
| 13   | A       | Leslie Copeland           | Fidži                  | 77,00 | 80,19 | 72,52 | 80,19    | SB    |
| 14   | A       | Roman Avramenko           | Ukrajina               | 79,15 | 77,03 | 80,06 | 80,06    |       |
| 15   | A       | Uladzimir Kazlou          | Bělorusko              | x     | 79,10 | 80,06 | 80,06    |       |
| 16   | A       | Guillermo Martinez        | Kuba                   | 75,39 | 80,06 | 77,22 | 80,06    |       |
| 17   | A       | Ainars Kovals             | Lotyšsko               | 77,42 | 76,45 | 79,19 | 79,19    |       |
| 18   | B       | Kim Amb                   | Švédsko                | x     | 71,85 | 78,94 | 78,94    |       |
| 19   | A       | Igor Janik                | Polsko                 | 76,01 | 78,90 | x     | 78,90    |       |
| 20   | B       | Fatih Avan                | Turecko                | 78,74 | 78,20 | 78,87 | 78,87    |       |
| 21   | A       | Risto Matas               | Estonsko               | 70,34 | 78,56 | 76,30 | 78,56    |       |
| 22   | A       | Curtis Moss               | Kanada                 | 74,21 | 78,13 | 78,22 | 78,22    |       |
| 23   | B       | Craig Kinsley             | Spojené státy americké | 72,80 | 71,47 | 78,18 | 78,18    |       |
| 24   | A       | Yukifumi Murakami         | Japonsko               | 76,37 | 77,80 | 77,77 | 77,80    |       |
| 25   | B       | Jakub Vadlejch            | Česko                  | x     | 77,61 | x     | 77,61    |       |
| 26   | B       | Dayron Marquez            | Kolumbie               | 75,15 | 77,59 | 76,50 | 77,59    |       |
| 27   | B       | Jarrod Bannister          | Austrálie              | 77,38 | 76,23 | x     | 77,38    |       |
| 28   | A       | Pawel Rakoczy             | Polsko                 | 77,36 | 73,22 | 73,44 | 77,36    |       |
| 29   | A       | Ihab Abdelrahman El Sayed | Egypt                  | 72,93 | 77,35 | 75,19 | 77,35    |       |
| 30   | B       | Braian Toledo             | Argentina              | 76,87 | x     | 73,30 | 76,87    |       |
| 31   | B       | Jung Sangjin              | Jižní Korea            | 76,37 | 74,77 | x     | 76,37    |       |
| 32   | A       | Cyrus Hostetler           | Spojené státy americké | 70,62 | 75,76 | 75,00 | 75,76    |       |
| 33   | A       | Ilja Korotkov             | Rusko                  | 75,68 | x     | x     | 75,68    |       |
| 34   | A       | Petr Frydrych             | Česko                  | 69,54 | 70,44 | 75,46 | 75,46    |       |
| 35   | B       | Mervyn Luckwell           | Velká Británie         | 74,09 | x     | x     | 74,09    |       |
| 36   | A       | Ivan Zaytsev              | Uzbekistán             | 73,07 | 73,94 | 71,39 | 73,94    |       |
| 37   | B       | Sean Furey                | Spojené státy americké | x     | 72,81 | 71,86 | 72,81    |       |
| 38   | A       | Vadims Vasilevskis        | Lotyšsko               | x     | 72,81 | x     | 72,81    |       |
| 39   | B       | Melik Janojan             | Arménie                | 72,64 | 70,81 | 68,72 | 72,64    |       |
| 40   | B       | Matija Kranjc             | Slovinsko              | 72,63 | 69,70 | 71,17 | 72,63    |       |
| 41   | A       | Qin Qiang                 | Čína                   | 72,29 | 68,76 | 65,28 | 72,29    |       |
| 42   | B       | Bartosz Osewski           | Polsko                 | x     | x     | 71,19 | 71,19    |       |
| -    | B       | Matthias De Zordo         | Německo                | x     | x     | x     | NM       |       |
| -    | B       | Zigismunds Sirmais        | Lotyšsko               | x     | x     | x     | NM       |       |

### Finále
Dvanáctka finalistů měla k dispozici tři pokusy, ze kterých se počítal nejlepší. Osmička nejlepších pak měla k dispozici další tři pokusy. Nejlepší výsledek se počítal ze všech šesti pokusů.
| Poř.             | Oštěpař             | Země              | #1    | #2    | #3    | #4    | #5    | #6    | Výsledek | Pozn. |
| ---------------- | ------------------- | ----------------- | ----- | ----- | ----- | ----- | ----- | ----- | -------- | ----- |
| Zlatá medaile    | Keshorn Walcott     | Trinidad a Tobago | 83,51 | 84,58 | x     | 80,64 | x     | -     | 84,58    | NR    |
| DSQ              | Oleksandr Pjatnica  | Ukrajina          | 77,47 | 81,61 | 84,51 | 81,53 | 81,01 | 83,53 | 84,51    |       |
| Stříbrná medaile | Antti Ruuskanen     | Finsko            | 79,60 | 81,09 | 81,60 | 81,97 | 84,12 | 79,88 | 84,12    |       |
| Bronzová medaile | Vítězslav Veselý    | Česko             | x     | 81,69 | 81,80 | x     | 80,32 | 83,34 | 83,34    |       |
| 5                | Tero Pitkämäki      | Finsko            | 77,33 | 82,68 | 80,67 | 80,46 | 82,80 | 82,53 | 82,80    |       |
| 6                | Andreas Thorkildsen | Norsko            | x     | 82,63 | x     | 81,70 | x     | x     | 82,63    |       |
| 7                | Spiridon Lebesis    | Řecko             | 81,21 | 81,91 | 81,27 | 80,36 | x     | 79,45 | 81,91    |       |
| 8                | Tino Haber          | Německo           | 76,99 | 74,33 | 81,21 | 79,95 | 76,36 | 75,85 | 81,21    |       |
| 9                | Stuart Farquhar     | Nový Zéland       | 76,80 | 76,64 | 80,22 | -     | -     | -     | 80,22    |       |
| 10               | Roderick Genki Dean | Japonsko          | x     | 79,95 | x     | -     | -     | -     | 79,95    |       |
| 11               | Ari Mannio          | Finsko            | 78,60 | 77,71 | x     | -     | -     | -     | 78,60    |       |
| 12               | Julius Yego         | Keňa              | 72,59 | 77,15 | 74,08 | -     | -     | -     | 77,15    |       |

### Změna pořadí
V roce 2017 byl dodatečně diskvalifikován pro doping Oleksandr Pjatnica. Stříbrnou medaili tak získal Antti Ruuskanen a bronzovou medaili český reprezentant Vítězslav Veselý.